# Melampus (Seher)
Melampus (altgriechisch Μελάμπους Melámpous, deutsch ‚Schwarzfuß‘, dorisch Μέλαμπος Mélampos, lateinisch Melampus) ist in der griechischen Mythologie ein Sohn von Amythaon und Aglaia oder Eidomene, Bruder des Bias und der Aiolia. Im antiken Griechenland war er als Seher und Arzt berühmt.

## Dionysoskult
Herodot vermutete, dass Melampus mit dem Dionysoskult bei Kadmos und den Phöniziern oder den Ägyptern in Berührung kam. Dionysos setzte man, wegen ähnlicher Kultpraktiken, dem ägyptischen Gott Osiris gleich. Auch die Mythen über Kronos und den Kampf der Titanen soll er als erster aus Ägypten mitgebracht haben. Außerdem wird ihm der Brauch, Wein mit Wasser zu mischen, zugeschrieben.

## Sehergabe
Melampus lebte im Reich des Neleus nahe der Stadt Pylos. Vor seinem Haus stand eine Eiche und in dieser gab es ein Schlangennest. Seine Diener töteten die ausgewachsenen Schlangen und Melampus verbrannte sie. Die Jungtiere zog er auf. Eines Tages leckten ihm diese im Schlaf die Ohren, danach verstand er die Sprache der Tiere und konnte mit Hilfe dieser die Zukunft voraussagen. Außerdem lernte er aus Tieropfern weiszusagen und hatte ein Treffen mit dem Gott Apollon am Fluss Alpheios.

## Die Rinder des Phylakos
Sein Bruder Bias wollte gern Pero, die Tochter des Neleus, heiraten, aber ihr Vater wollte sie nur im Austausch gegen die Rinder des Phylakos von Phylake als Brautgabe hergeben. Bias misslang es jedoch, die Rinder zu stehlen, da sie von einem Hund bewacht wurden. Melampus versuchte nun für seinen Bruder die Rinder zu rauben, obwohl er voraussah, dass er hierbei ertappt würde. So wurde er gefasst und für ein Jahr eingekerkert. Als das Jahr fast verstrichen war, erzählten ihm die Holzwürmer, dass sie das Dach bald zum Einsturz bringen würden. Melampus verlangte die sofortige Umquartierung, unmittelbar danach brach das alte Quartier zusammen.
Von seinen Fähigkeiten überzeugt, versprach Phylakos, ihm die Rinder zu geben, wenn er seinen Sohn Iphiklos von seiner Impotenz heile. Melampus opferte zwei Stiere, und ein Geier kam, um von den Kadavern zu fressen. Dieser erzählte ihm, dass er das letzte Mal ein solches Festmahl bei einem Opfer des Königs Phylakos hatte. Bei diesem Opfer war auch der damals noch junge Prinz Iphiklos anwesend.  Beim Anblick des großen, blutigen Messers in der Hand seines Vaters erschrak er und lief davon.
Phylakos steckte das Messer in eine Eiche, die das Messer umschloss. Der Geier erzählte Melampus, dass der Prinz geheilt werde, wenn man das Messer aus dem Baum ziehen, den Rost abkratzen und diesen dem Prinzen mit Wasser zehn Tage lang zu trinken gebe. Unter der Rinde des Baumes fand man das Messer und befolgte die Anweisungen des Vogels. Iphiklos wurde geheilt und zeugte Podarkes. Nun zog Melampus mit den Rindern nach Pylos, erhielt Pero und gab sie Bias zur Frau.

## Heilung der argivischen Frauen
Die Töchter des Proitos, des Königs von Tiryns, wurden von Wahnsinn befallen, da sie den Dionysoskult oder nach anderer Angabe das Bild der Hera missachteten. Nach anderer Überlieferung geschah dies zur Regierungszeit des Anaxagoras. So wüteten die drei Töchter Iphinoe, Iphianassa und Lysippe in der Argolis und dem ganzen Peloponnes. Melampus bot an diese zu heilen. Er forderte jedoch hierfür die Hälfte des Königreiches, deshalb lehnte Proitos ab. Als die Töchter noch rasender wurden und inzwischen alle argivischen Frauen mit ihrem Wahn angesteckt hatten, bat der König Melampus um Hilfe, obwohl dieser nun je ein Drittel des Landes für sich und seinen Bruder Bias forderte. Er verfolgte die Frauen bis nach Sikyon. Iphinoe war bereits gestorben, doch die beiden anderen Schwestern konnte er heilen, indem er die Iphianassa und Lysippe im Heiligtum der Artemis im Gebirge Aroania entsühnte. Man erzählte, dass die Fische im Fluss Anigros ungenießbar wurden, weil Melampus in diesem das Sühneopfer versenkte, das das Wasser verseuchte.
Nach Pedanios Dioscurides hatte Melampos an seinen Ziegen die abführende Wirkung der Hellebore beobachtet und gab diese den Königstöchtern in Milch ein.

## König von Argos
Nun erhielten er und Bias jeweils ein Drittel der Königswürde, und Melampus heiratete Iphianassa, die Tochter des Proitos. Nach Diodorus Siculus heiratete er Iphianeira, die Tochter des Megapenthes. Mit seiner Frau zeugte er den Antiphates, den Abas, den Bias, den Mantios, die Manto und die Pronoe. Er wurde der Stammvater eines ganzen Geschlechts von Sehern, den Melampiden.
In Aigosthena gab es ein Heiligtum für Melampus, in dem ihm zu Ehren jährlich ein Fest gefeiert wurde. Hesiod schrieb das Gedicht Lied auf den Seher Melampus, die sogenannte Melampodie, die nur in Fragmenten bis heute erhalten ist.